# Dinjiška
Dinjiška je naselje u sastavu Grada Paga, u Zadarskoj županiji. Nalazi se u jugoistočnom dijelu otoka Paga.

## Prezimena
- Donadić - iz grada Paga
- Dragoslavić - iz Starog grada Paga
- Fraćin - nepoznato podrijetlo
- Jurčević - iz Raba
- Kuković - starinci, nastali od Miluzovića
- Magaš - došli iz Vlašića, zapravo su s Raba, nastali od Garguričića
- Mišković - iz Raba, nastali od Stupičića
- Stupičić - iz Raba
- Škoda - iz grada Paga
- Šubat - starinci, izumrli

## Stanovništvo
Prema popisu iz 2011. naselje je imalo 137 stanovnika.
| broj stanovnika | 107   | 127   | 67    | 108   | 150   | 138   | 138   | 303   | 281   | 186   | 161   | 137   | 156   | 181   | 144   | 137   | 111   |
|                 | 1857. | 1869. | 1880. | 1890. | 1900. | 1910. | 1921. | 1931. | 1948. | 1953. | 1961. | 1971. | 1981. | 1991. | 2001. | 2011. | 2021. |

## Znamenitosti
- crkva svetog Maura